# Josef Pillhofer
Josef Pillhofer (né le 1er juin 1921 à Vienne, mort le 30 juillet 2010 dans la même ville) est un sculpteur autrichien.

## Biographie
De 1938 à 1941, Josef Pillhofer étudie à l'école d'arts appliqués de Graz la sculpture auprès de Wilhelm Gösser et la peinture auprès de Rudolf Szyszkowitz. Après avoir été soldat pendant la Seconde Guerre mondiale, il retourne à l'école des arts appliqués de Graz, puis à l'académie des beaux-arts de Vienne, où il est l'élève de Fritz Wotruba de 1947 à 1950. En 1950-1951, une bourse d'études lui permet d'être à Paris. Il participe au cours de sculpture d'Ossip Zadkine à l'Académie de la Grande-Chaumière. Pendant ce séjour, l'influence de Wotruba est contrebalancée par sa découverte des œuvres de Constantin Brâncuși et Henri Laurens.
À partir de 1955, Pillhofer est membre de la Sécession viennoise. En 1957, il a une autre bourse d'études et fait un séjour de trois mois à Rome.
Dans les années 1950, Pillhofer travaille également pour le musée d'histoire militaire de Vienne. Ainsi, à l'occasion de la réouverture du musée en 1955, il crée le moulage en bronze de l'empereur Maximilien Ier pour l'une des deux salles d'artillerie. Il est aussi restaurateur pour le musée.

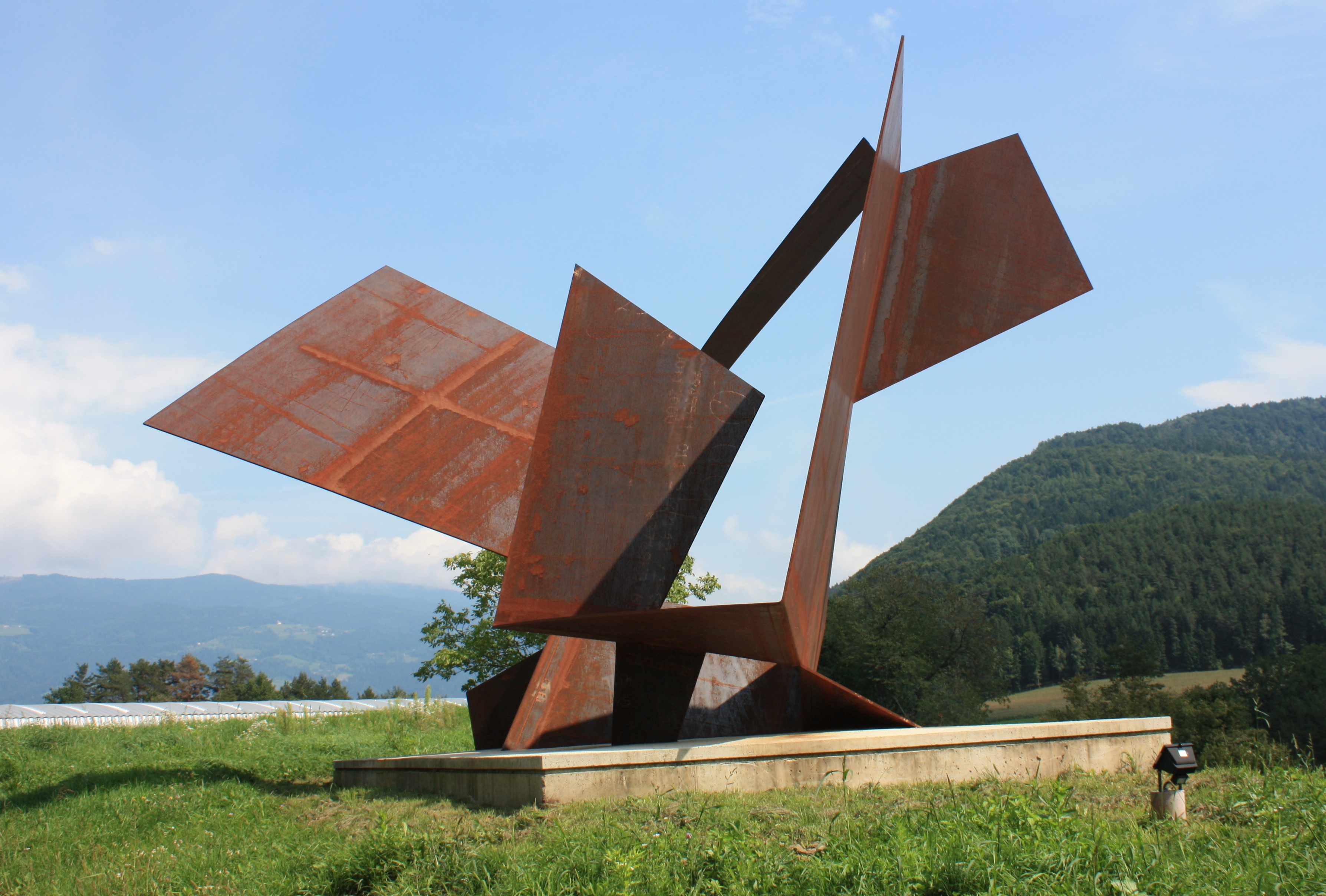
Sculpture, Museum Liaunig.

Pillhofer réalise des sculptures en pierre, en bois, en argile et en métal. Stylistiquement, il est influencé par Wilhelm Lehmbruck, mais aussi par les artistes cubistes comme Henri Laurens et les artistes abstraits comme Constantin Brâncuşi. Pillhofer est considéré comme l'un des rares sculpteurs abstraits de l'école Wotruba.
De 1954 à 1970, Pillhofer est conférencier puis assistant à l'Académie des beaux-arts de Vienne. De 1970 à 1981, il est professeur de sculpture à l'école d'arts appliqués de Graz. Toujours à Graz, il travaille de 1972 à 1974 en tant que professeur de design artistique à l'université technique.
Pillhofer vit et travaille entre Vienne et Mürzzuschlag. Il est marié et a quatre enfants ; sa fille Christine Pillhofer (1954-2018) est également sculptrice.

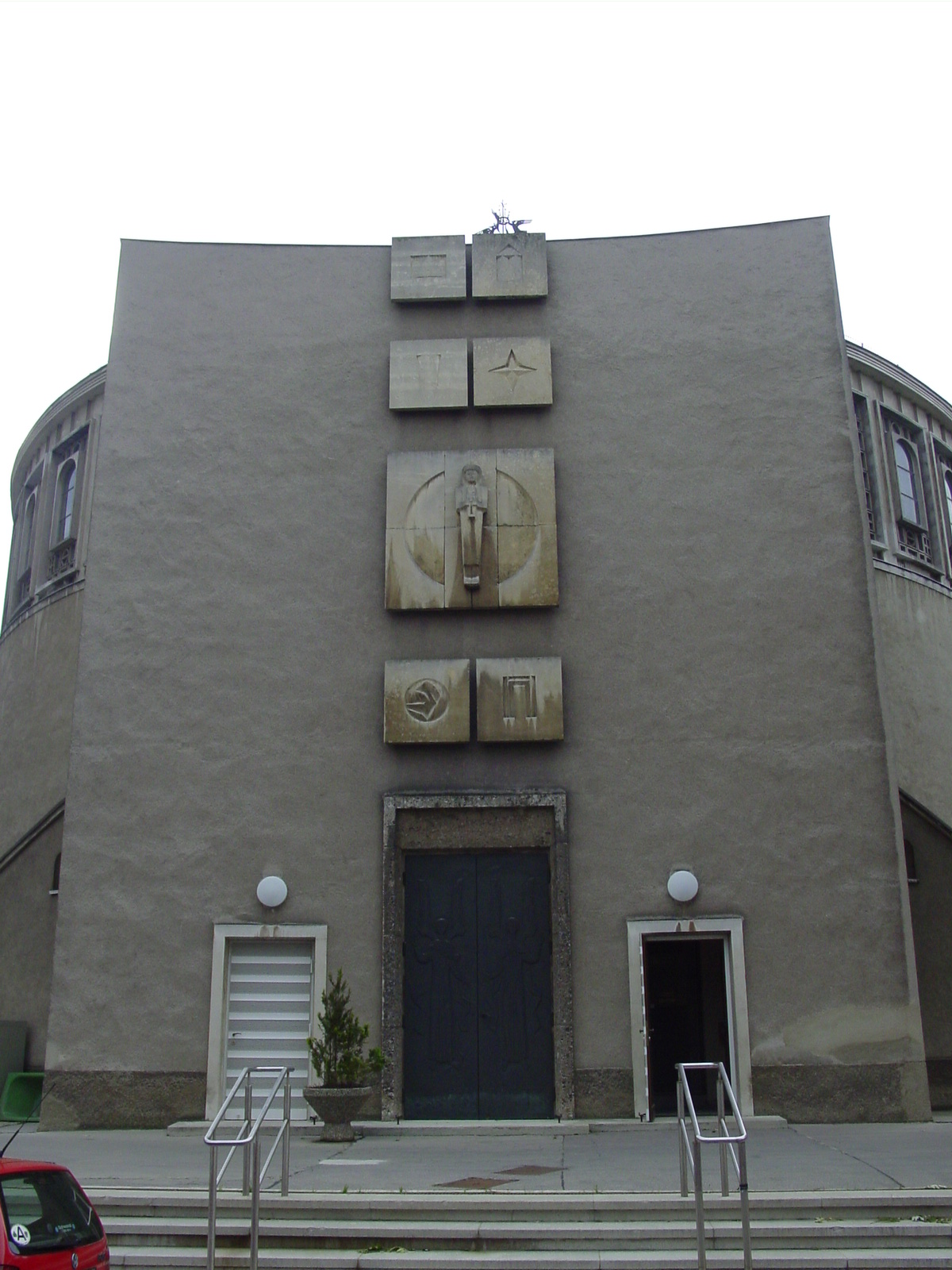
Portail de l'église paroissiale de l'arrondissement de Liesing à Vienne, 1960 : Litanies de Lorette.